# 鄭崑貞
鄭崑貞（1598年—1678年），字仲山，號十師，錦衣衛官籍福建漳州府龍溪縣人，明末清初政治人物。同進士出身。

## 生平
天啓七年（1627年）丁卯科福建鄉試第三十二名舉人，崇禎七年（1634年），登甲戌科會試第四十九名，廷試三甲第七名進士，大理寺觀政，本年八月授行人司行人，十四年考选山西道御史，巡视十庫，本年巡按應天。
南明弘光時任尚寶司少卿，轉大理寺左少卿。1645年六月南京破，又入仕福建唐王朱聿键。

## 家族
曾祖鄭森；祖鄭文铨；父鄭鼎，癸卯举人、貴州广顺知州，天啓二年（1622年）死节，赠光禄卿，赐谥祭葬，荫正千户